# Siltjärnarna (Åsarne socken, Jämtland, 697063-138991)
Siltjärnarna är en sjö i Bergs kommun i Jämtland och ingår i Ljungans huvudavrinningsområde.